# Søren Kragh-Jacobsen
Søren Kragh-Jacobsen (Copenaghen, 2 marzo 1947) è un regista, sceneggiatore e musicista danese.
È uno dei fondatori di Dogma 95. Nel 1999 il suo film Mifune - Dogma 3 ha ricevuto l'Orso d'argento, gran premio della giuria al Festival internazionale del cinema di Berlino.

## Filmografia parziale

### Regia
- Vil du se min smukke navle? (1978)
- Tarzan di gomma (Gummi-Tarzan) (1981)
- Isfugle (1983)
- Fuglekrigen i Kanøfleskoven (1984)
- La fuga di Emma (Skyggen af Emma) (1988)
- Guldregn (1988)
- I ragazzi di San Pietro (Drengene fra Sankt Petri) (1991)
- L'isola in via degli Uccelli (Øen i Fuglegaden) (1997)
- Mifune - Dogma 3 (Mifunes sidste sang)(1999)
- Skagerrak (2003)
- What No One Knows (Det som ingen ved) (2008)
- I lossens time (2013)

### Solo sceneggiatore
- Min farmors hus (1984)

### Televisione
- Livet er en god grund (1985)
- Den korsikanske biskop
- Ørnen (2005)
- Livvagterne (2008)
- Borgen - Il potere (Borgen) (2010)